# 国鉄70系客車の新旧番号対照
国鉄70系客車の新旧番号対照（こくてつ70けいきゃくしゃのしんきゅうばんごうたいしょう）
本項目は、日本国有鉄道の前身である運輸省鉄道総局が製造した、太平洋戦争末期、米軍による日本本土への空襲によって被災した鉄道車両を、戦後に復旧して製造した、70系客車の新旧番号対照を記載する。
なお70系客車の被災時の番号は、被害の程度が大きかったために判別できず、資料により記述に相違があるものもあるため、これらの例については両説を併記する（そのため同一の車両が複数の車両の種車として掲載されていることもあるので注意を要する）。

## 凡例
製造所、改造所については下記の略号で記すこととする。漢字2文字で記したものは民間工場、アルファベット2文字で記したものは国鉄工場である。
- 川車 - 川崎車輛
- 近車 - 近畿車輛
- 汽支 - 汽車製造東京支店
- 帝車 - 帝國車輛工業
- 新潟 - 新潟鐵工所
- 日車 - 日本車輌製造本店
- 日支 - 日本車輌製造東京支店
- 日立 - 日立製作所
- 川重 - 川崎重工業艦船工場
- 川南 - 川南工業浦崎造船所
- 関東 - 関東工業
- 木南 - 木南車輌製造
- 東レ - 東洋レーヨン
- 鋼管 - 日本鋼管鶴見造船所
- 日船 - 日本海船渠工業
- 日自 - 日本鉄道自動車工業
- 日国 - 日国工業・新日国工業
- 富車 - 富士車輌
- 富産 - 富士産業宇都宮工場
- 富半 - 富士産業半田工場
- 三井 - 三井造船玉野製作所
- 三菱 - 三菱重工業長崎造船所
- 若松 - 若松車輛

- AK - 旭川工場
- GK - 五稜郭工場
- TZ - 土崎工場
- MO - 盛岡工場
- NT - 新津工場
- OM - 大宮工機部・大宮工場
- OF - 大船工場
- NN - 長野工場
- NG - 名古屋工場
- MT - 松任工場
- ST - 吹田工場
- TS - 高砂工場
- GT - 後藤工場
- HB - 幡生工場
- TD - 多度津工機部・多度津工場
- KK - 小倉工場
- KG - 西鹿児島工場

## オハ70形
「オハ70 63」は欠番である。
- オハ70 1 ← オハ31 453
- オハ70 2 ← オハ31 471 川車
- オハ70 3 ← オハ31 265 川車
- オハ70 4 ← スニ30 78 川車
- オハ70 5 ← オハ31 132? 日立
- オハ70 6 ← オハ31 140? 日立
- オハ70 7 ← オハ31 345 日立
- オハ70 8 ← オハ31 396[2]/オハ31 175 日立
※上記車は、文献により記述に相違があり、いずれが正しいか判定できないため、両説を併記する。以下同様。
- オハ70 9 ← オハ31 312 日立
- オハ70 10 ← オロハ30 18 日立
- オハ70 11 ← オハ41 45(オハ31 256) 川車
- オハ70 12 ← オハ31 11 富産
- オハ70 13 ← オハ31 12 富産
- オハ70 14 ← オハ31 195/オロ31 96 三井
- オハ70 15 ← オロ31 73 新潟
- オハ70 16 ← オハフ30 14 新潟
- オハ70 17 ← スニ30 42 川南
- オハ70 18 ← オハ31 4 三菱
- オハ70 19 ← ?（客車） 富車
- オハ70 20 ← ? 富車
- オハ70 21 ← ?（客車） 富車
- オハ70 22 ← ?（客車） 富車
- オハ70 23 ← オハ31 263 富車
- オハ70 24 ← スニ30 69 三菱
- オハ70 25 ← オハ31 391 三菱
- オハ70 26 ← スニ30 18[2] 関東
- オハ70 27 ← オロ31 73[2] 富産
- オハ70 28 ← ?（客車） 富半
- オハ70 29 ← ?（客車） 富半
- オハ70 30 ← クハ65 143 日国
- オハ70 31 ← クハ65 128 日国
- オハ70 32 ← サハ36 006 日国
- オハ70 33 ← サハ36 020 日国
- オハ70 34 ← サハ36 015 日国
- オハ70 35 ← サハ36 005 日鉄
- オハ70 36 ← サハ36 007 日鉄
- オハ70 37 ← サハ36 017 日鉄
- オハ70 38 ← オハニ30 47 富産
- オハ70 39 ← オハ31 501 日船
- オハ70 40 ← オロ31 103 日船
- オハ70 41 ← ?（客車） 富半
- オハ70 42 ← ?（客車） 富半
- オハ70 43 ← オハ31 400 三井
- オハ70 44 ← クハ38 003? 日船
- オハ70 45 ← クハ38 003 富産
- オハ70 46 ← クハ65 125 鋼管
- オハ70 47 ← サハ39 004 鋼管
- オハ70 48 ← オハ31 286 川南
- オハ70 49 ← オハ31 328 富半
- オハ70 50 ← オハ31? 富半
- オハ70 51 ← オハ31 479 日船
- オハ70 52 ← クハ38 008 富産
- オハ70 53 ← サハ36 014 富産
- オハ70 54 ← クハ65 096/クハ36 015[2] 富産
京成電鉄または東京急行電鉄に譲渡されたとする説もある。
- オハ70 55 ← クハ65 082 富産
西武鉄道に譲渡されたとする説もある。
- オハ70 56 ← オロ31 72? 三井
- オハ70 57 ← オハ31 350 三井
- オハ70 58 ← オハ31 20? 三井
- オハ70 59 ← スニ30 108? 川南
- オハ70 60 ← オハ31? 富半
- オハ70 61 ← オハニ30 11 富半
- オハ70 62 ← オロ31 20 東レ
- オハ70 64 ← サハ39 015 木南
- オハ70 65 ← サハ39 012 木南
- オハ70 66 ← サハ39 029 木南
- オハ70 67 ← モハ31 012 日国
- オハ70 68 ← モハ50 042 日国
- オハ70 69 ← サハ39 002 日国
- オハ70 70 ← モハ30 017 日国
- オハ70 71 ← モハ30 079 日国
- オハ70 72 ← クハ65 106 日国
- オハ70 73 ← モハ30 064 日国
- オハ70 74 ← スニ30 23 富車
- オハ70 75 ← スニ30 34 富車
- オハ70 76 ← スユ30 18 富車
- オハ70 77 ← オハ31 405 富車
- オハ70 78 ← オハ31 114 富車
- オハ70 79 ← オハ31 398 若松
- オハ70 80 ← オロ31 35/オロ31 135[2] 若松
- オハ70 81 ← モハ30 038[2] 富半
- オハ70 82 ← モハ50 107 富半
- オハ70 83 ← モハ30 096 富半
- オハ70 84 ← モハ30 137[2] 富半
- オハ70 85 ← オロ31 77 富半
- オハ70 86 ← オハニ30 30 富半
- オハ70 87 ← モハ30 071 富半
- オハ70 88 ← サハ75 015 富産
- オハ70 89 ← サハ39 020 富産
- オハ70 90 ← サハ39 031（サロ37012） 富産
- オハ70 91 ← クハ65 188[2]  富産
- オハ70 92 ← クハ65178 富産
- オハ70 93 ← モハ31 104[2]  富産
- オハ70 94 ← モハ30 097 富産
- オハ70 95 ← モハ30 041 富半
- オハ70 96 ← サハ36 012 富半
- オハ70 97 ← サハ36 021 富半
- オハ70 98 ← サハ39 034（サロ37005） 富半
- オハ70 99 ← サハ36 026 富半
- オハ70 100 ← オハ41 11(オハ31 52) 富半
- オハ70 101 ← モハ30 030 関東
- オハ70 102 ← サハ36 050（サロ35005） 関東
- オハ70 103 ← モハ30 184 関東
- オハ70 104 ← サハ75 018 関東
- オハ70 105 ← モハ30 069 関東
- オハ70 106 ← クハ65 196 鋼管
- オハ70 107 ← クハ65 032[2] 鋼管
- オハ70 108 ← クハ65形 鋼管
- オハ70 109 ← サハ39形 鋼管
- オハ70 110 ← クハ65形 鋼管
- オハ70 111 ← モハ31 093 富半
- オハ70 112 ← オハ31 263[2]  富半
- オハ70 113 ← クハ65 103 富半
- オハ70 114 ← オハ31 220 富車

## オハ71形
「オハ71 132」は欠番、また4扉車体の車両は500番台から開始。
- オハ71 1 ← スハ36 92(スハ32 521) 日支
- オハ71 2 ← スハ32? 日支
- オハ71 3 ← ?（客車） 日支
- オハ71 4 ← オハ35 523 日支
- オハ71 5 ← オハフ33 198 日支
- オハ71 6 ← スハ32 503 日支
- オハ71 7 ← スハフ35 1 日支
- オハ71 8 ← スハ36 43 日支
- オハ71 9 ← オロフ32 10 日支
- オハ71 10 ← オハ35 253 日支
- オハ71 11 ← クハ55 070 TD
- オハ71 12 ← クハ55 131(クハ68 017) TD
- オハ71 13 ← クハ55 114(クロハ59 021) TD
- オハ71 14 ← スハ32 114 川車
- オハ71 15 ← オロ35 39 川車
- オハ71 16 ← スハニ33 8 新潟
- オハ71 17 ← スハ36 2(スハ32 2) 新潟
- オハ71 18 ← スハフ32 233 新潟
- オハ71 19 ← スハ32 478 新潟
- オハ71 20 ← オハ35 195 富半
- オハ71 21 ← ?（客車） 川重
- オハ71 22 ← スハ32 296/オハ34 83(スハネ31 79) 三井
- オハ71 23 ← スハ32 809 川車
- オハ71 24 ← オハ35 27 川車
- オハ71 25 ← スハ32 139 川南
- オハ71 26 ← スロ33 8 川南
- オハ71 27 ← オハフ33? 三菱
- オハ71 28 ← スハユ30 6 三菱
- オハ71 29 ← スハフ32 176 三菱
- オハ71 30 ← スハフ32 212 三菱
- オハ71 31 ← マユ34 3 三菱
- オハ71 32 ← ?（客車）[4] 富半
- オハ71 33 ← スロハ32 9 日船
- オハ71 34 ← スロ32 12 新潟
- オハ71 35 ← スハ36 23(スハ32 24) 新潟
- オハ71 36 ← オロ40 6 新潟
- オハ71 37 ← スハ32? 東レ
- オハ71 38 ← ?（客車）[4]富半
- オハ71 39 ← スハ32 388 三井
- オハ71 40 ← オハ35 439 三井
- オハ71 41 ← オハフ33 204 若松
- オハ71 42 ← スロ33 7 若松
- オハ71 43 ← スロハ31 33 川南
- オハ71 44 ← スロハ31 27 日船
- オハ71 45 ← スハ36 65(スハ32 92) 東レ
- オハ71 46 ← ?（客車）[4] 新潟
- オハ71 47 ← オハフ33 323 OM
- オハ71 48 ← オハ35 85/オハ35 141 三井
※上記車は、同一出典内で「オハ35 85 or 141」と両方が種車候補にあげられている[4]。
- オハ71 49 ← スハ32 258 木南
- オハ71 50 ← スハフ32 202 東レ
- オハ71 51 ← オロ40 23 木南
- オハ71 52 ← スハフ35 23(スハフ32 34) 新潟
- オハ71 53 ← クハ55 019 新潟
- オハ71 54 ← スハ32 449 日船
- オハ71 55 ← オハ34 78(スハネ31 3) 東レ
- オハ71 56 ← オハ34 120(スハネ31 97) 東レ
- オハ71 57 ← オハ35 379 日立
- オハ71 58 ← オハ34 30(スハネ30 2) 日立
- オハ71 59 ← オハ40 51(オハ35 290) 日立
- オハ71 60 ← オハフ33? 関東
- オハ71 61 ← スハニ31 12 富産
- オハ71 62 ← スハフ32 227 三井
- オハ71 63 ← スハ32 629 三井
- オハ71 64 ← スハニ32 40 三井
- オハ71 65 ← オハフ33 191 三井
- オハ71 66 ← スハ32 263 三井
- オハ71 67 ← オハ35 536 三菱
- オハ71 68 ← スハ32 727 三菱
- オハ71 69 ← スハフ32 96 川南
- オハ71 70 ← オハ35 389 川南
- オハ71 71 ← オハ35 392 川南
- オハ71 72 ← オハ35 58 若松
- オハ71 73 ← オハフ33 124 若松
- オハ71 74 ← スハニ31 34 若松
- オハ71 75 ← ?（客車） 帝車
- オハ71 76 ← スハ32 798 帝車
- オハ71 77 ← スハ32 805 帝車
- オハ71 78 ← スハ32? 帝車
- オハ71 79 ← ?（客車） 帝車
- オハ71 80 ← オハ34 24(スハネ30124) 帝車
- オハ71 81 ← オハ34 26(スハネ30126) 帝車
- オハ71 82 ← オロ40 18 木南
- オハ71 83 ← オハ35 456 木南
- オハ71 84 ← オハ35 299 木南
- オハ71 85 ← スハ32 282 木南
- オハ71 86 ← スハ32 556[4] 富半
- オハ71 87 ← スハ32 556 富半
- オハ71 88 ← オハ35 212 富産
- オハ71 89 ← スハフ32 110 若松
- オハ71 90 ← モハ41 088(モハ40041) 木南
- オハ71 91 ← スハ32 282[4] 木南
- オハ71 92 ← ?（電車）/（客車）[4] 木南
- オハ71 93 ← ?（客車） 帝車
- オハ71 94 ← オハ35 492 帝車
- オハ71 95 ← オハ35 524 帝車
- オハ71 96 ← スハ32形 三菱
- オハ71 97 ← オハ35 533 三菱
- オハ71 98 ← オハ40 46[4] 三菱
- オハ71 99 ← スロハフ30 3 新潟
- オハ71 100 ← スハ32 444 若松
- オハ71 101 ← オハフ33 94 富車
- オハ71 102 ← オハ35 465 富半
- オハ71 103 ← スイネ30 14 木南
- オハ71 104 ← オハ35 417 木南
- オハ71 105 ← スハフ32 160 木南
- オハ71 106 ← クハニ67 008 日国
- オハ70 107 ← サハ57 002 日国
- オハ71 108 ← モハ60 063 日国
- オハ71 109 ← スハ32 468 若松
- オハ71 110 ← スハ32形 木南
- オハ71 111 ← スハフ32形 木南
- オハ71 112 ← サハ48 011 木南
- オハ71 113 ← クハ55 137(クロハ59 003) 木南
- オハ71 114 ← サハ57 050 木南
- オハ71 115 ← スハフ32 291 木南
- オハ71 116 ← クハ55 138(クロハ59 004) 木南
- オハ71 117 ← モハ60 042 木南
- オハ71 118 ← クハ55 135(クロハ59 001)/モハ60 042 木南
※上記車は、同一出典内で「クハ55 135 or モハ60 042」と両方が種車候補にあげられている[4]。
- オハ71 119 ← スロハ31 44 若松
- オハ71 120 ← モハ41 094(モハ40 047) 富産
- オハ71 121 ← モハ41 100(モハ40 053) 富産
- オハ71 122 ← サハ78 013(サロハ46 005) 富産
- オハ71 123 ← クハ79 009 関東
- オハ71 124 ← モハ60 064 関東
- オハ71 125 ← サハ78 013/サハ78 014(サロハ46 006) 鋼管
※上記車は、同一出典内で「サハ78 013 or 014」と両方が種車候補にあげられている[4]。
- オハ71 126 ← モハ60 103 東レ
- オハ71 127 ← クハ55 066 東レ
- オハ71 128 ← モハ60 041 東レ
- オハ71 129 ← モハ40 005 東レ
- オハ71 130 ← モハ60 109[4] 東レ
- オハ71 131 ← オイ31 3 東レ
- オハ71 133 ← モハ42 003 富車

- オハ71 500 ← スハ32 770 日車
- オハ71 501 ← スハ32 232 日車
- オハ71 502 ← スハ32 431 日車
- オハ71 503 ← スハ32 407 日車
- オハ71 504 ← スハ32 775 日車
- オハ71 505 ← スハ32 737/スハ32 376 日車
- オハ71 506 ← スハ32?[4]日車
- オハ71 507 ← スハ36? 日車
- オハ71 508 ← スハ36 100(スハ32 605) 日車
- オハ71 509 ← スハ32 373 日車
- オハ71 510 ← スハフ32 290 日車
- オハ71 511 ← スハフ32? 日車
- オハ71 512 ← スハ32 631 日車
- オハ71 513 ← スハ32 123 日車
- オハ71 514 ← スハフ32 319 日車
- オハ71 515 ← オハフ33 19 日車
- オハ71 516 ← オハフ33 98 日車
- オハ71 517 ← オハ40 20（オハ35 126） 日車
- オハ71 518 ← オハフ33 96 日車
- オハ71 519 ← スハニ31 19 日車
- オハ71 520 ← オハフ33 5 日車
- オハ71 521 ← スハフ32 215 日車
- オハ71 522 ← オハ35 548 若松

## オハ78形/オハ77形
「オハ77（78） 24」は欠番。
- オハ78 1 ← オハ77 1 ← マハ47 128（マロネフ37 16） 川車
- オハ78 2 ← オハ77 2 ← カニ37 5 川車
- オハ78 3 ← オハ77 3 ← マハ47 53(マロネ37 53) 川車
- オハ78 4 ← オハ77 4 ← マハ47 15（マロネ37 15） 富産
- オハ78 5 ← オハ77 5 ← マハ47 72(マロネ37 72) 富産
- オハ78 6 ← オハ77 6 ← マハ47 73(マロネ37 73) 富産
- オハ78 7 ← オハ77 7 ← マハ47 74(マロネ37 74) 富産
- オハ78 8 ← オハ77 8 ← マハシ49 21(スロシ38 16) 三菱
- オハ78 9 ← オハ77 9 ← カニ37 1 鋼管
- オハ78 10 ← オハ77 10 ← スシ38 5 鋼管
- オハ78 11 ← オハ77 11 ← マハ47 106(マロネ37 106) 三井
- オハ78 12 ← オハ77 12 ← マハ47 13（マロネ37 13） 関東
- オハ78 13 ← オハ77 13 ← マハ47 8（マロネ37 8） 関東
- オハ78 14 ← オハ77 14 ← マハ47 176（スシ37 16） OM
- オハ78 15 ← オハ77 15 ← マハ47 83(マロネ37 83) 木南
- オハ78 16 ← オハ77 16 ← マハ47 96(マロネ37 96) 富産
- オハ78 17 ← オハ77 17 ← マハ47 107(マロネ37 107) 富産
- オハ78 18 ← オハ77 18 ← マハ47 108(マロネ37 108) 富産
- オハ78 19 ← オハ77 19 ← マハ47 150(マロネロ37 15) 富産
- オハ78 20 ← オハ77 20 ← マハ47 55(マロネ37 55) 富産
- オハ78 21 ← オハ77 21 ← マハ47 富産
- オハ78 22 ← オハ77 22 ← マハシ49 20(スロシ38 15) 川南
- オハ78 23 ← オハ77 23 ← マハ47 114（マロネフ37 2） 若松
- オハ78 25 ← オハ77 25 ← マハ47 61(マロネ37 61) 鋼管
- オハ78 26 ← オハ77 26 ← マハ47 193（スシ37 33） 鋼管
- オハ78 27 ← オハ77 27 ← マハ47 115（マロネフ37 3） 若松
- オハ78 28 ← オハ77 28 ← マハ47 126（マロネフ37 14） 関東
- オハ78 29 ← オハ77 29 ← マハ37 4[6]/マハ47 関東
- オハ78 30 ← オハ77 30 ← マハ47 12(マロネ37 12) 日船

※ 1953年の称号規程改正により、オハ77形からオハ78形に改称。

## オハフ71形
- オハフ71 1 ← モハ60030 東レ
- オハフ71 2 ← クハ55083 東レ

## オハユニ71形
- オハユニ71 1 ← オハ71 500 NN
- オハユニ71 2 ← オハ71 501 TZ
- オハユニ71 3 ← オハ71 502 TZ
- オハユニ71 4 ← オハ71 503 TZ
- オハユニ71 5 ← オハ71 505 NN
- オハユニ71 6 ← オハ71 506 NN
- オハユニ71 7 ← オハ71 507 NN
- オハユニ71 8 ← オハ71 508 NN
- オハユニ71 9 ← オハ71 509 TZ
- オハユニ71 10 ← オハ71 510 NN
- オハユニ71 11 ← オハ71 511 NN
- オハユニ71 12 ← オハ71 512 TZ
- オハユニ71 13 ← オハ71 513 TZ
- オハユニ71 14 ← オハ71 514 TZ
- オハユニ71 15 ← オハ71 515 NN
- オハユニ71 16 ← オハ71 516 TZ
- オハユニ71 17 ← オハ71 517 TZ
- オハユニ71 18 ← オハ71 518 NN
- オハユニ71 19 ← オハ71 519 TZ
- オハユニ71 20 ← オハ71 520 NN

## スユ71形
- スユ71 1 ← スハフ32 126 新潟
- スユ71 2 ← スハフ32? 新潟
- スユ71 3 ← スハフ32? 新潟
- スユ71 4 ← スハフ32? 新潟
- スユ71 5 ← オハフ33 216 新潟
- スユ71 6 ← スハフ32 239 新潟
- スユ71 7 ← スハフ32 260 新潟
- スユ71 8 ← スハフ32 316 日支
- スユ71 9 ← スハフ32 327 日支
- スユ71 10 ← スハフ32 340 日支
- スユ71 11 ← オハフ33 44 日支
- スユ71 12 ← オハフ33 64 日支
- スユ71 13 ← オハフ33 139 日支
- スユ71 14 ← オハフ33 140 日支
- スユ71 15 ← オハフ33 149 日支

## スユ72形
- スユ72 1 ← スユ71 1 NN
- スユ72 2 ← スユ71 2 NN
- スユ72 3 ← スユ71 3 MO
- スユ72 4 ← スユ71 4 OM
- スユ72 5 ← スユ71 5 OM
- スユ72 6 ← スユ71 6 OM
- スユ72 7 ← スユ71 7 OM
- スユ72 8 ← スユ71 8 KK
- スユ72 9 ← スユ71 9 KK
- スユ72 10 ← スユ71 10 KK
- スユ72 11 ← スユ71 11 KK
- スユ72 12 ← スユ71 12 KK
- スユ72 13 ← スユ71 13 ST
- スユ72 14 ← スユ71 14 ST
- スユ72 15 ← スユ71 15 ST

## オユニ70形
- オユニ70 1 ← オロ31 142 富半
- オユニ70 2 ← オロ31 19 富半
- オユニ70 3 ← オハ31 397 富半
- オユニ70 4 ← オハ31? 富半
- オユニ70 5 ← オハ31 64 富半

## オユニ71形
- オユニ71 1 ← オハ71 34 NN
- オユニ71 2 ← オハ71 35 NN
- オユニ71 3 ← オハ71 36 NN
- オユニ71 4 ← オハ71 46 NN
- オユニ71 5 ← オハ71 131 NN
- オユニ71 6 ← オハ71 52 TZ
- オユニ71 7 ← オハ71 53 TZ
- オユニ71 8 ← オハ71 128 TZ
- オユニ71 9 ← オハ71 129 TZ
- オユニ71 10 ← オハ71 130 TZ

## スユニ72形
電車台枠から作られた電車タイプ車体の車両は50番台から開始。ただし例外的に「54・55」は1-33と同様に客車タイプの車体。
- スユニ72 1 ← オハ71 503 TZ
- スユニ72 2 ← オハ71 23 TZ
- スユニ72 3 ← オハ71 24 TZ
- スユニ72 4 ← オハ71 25 TZ
- スユニ72 5 ← オハ71 26 TZ
- スユニ72 6 ← オハ71 27 TZ
- スユニ72 7 ← オハ71 28 TZ
- スユニ72 8 ← オハ71 29 TZ
- スユニ72 9 ← オハ71 30 TZ
- スユニ72 10 ← オハ71 31 TZ
- スユニ72 11 ← オハ71 40 TZ
- スユニ72 12 ← オハ71 41 TZ
- スユニ72 13 ← オハ71 42 TZ
- スユニ72 14 ← オハ71 43 TZ
- スユニ72 15 ← オハ71 45 TZ
- スユニ72 16 ← オハ71 47 TZ
- スユニ72 17 ← オハ71 49 TZ
- スユニ72 18 ← オハ71 50 TZ
- スユニ72 19 ← オハ71 56 TZ
- スユニ72 20 ← オハ71 57 TZ
- スユニ72 21 ← オハ71 58 TZ
- スユニ72 22 ← オハ71 59 TZ
- スユニ72 23 ← オハ71 60 TZ
- スユニ72 24 ← オハ71 62 TZ
- スユニ72 25 ← オハ71 65 TZ
- スユニ72 26 ← オハ71 66 TZ
- スユニ72 27 ← オハ71 67 TZ
- スユニ72 28 ← オハ71 68 TZ
- スユニ72 29 ← オハ71 69 TZ
- スユニ72 30 ← オハ71 84 TZ
- スユニ72 31 ← オハ71 521 TZ
- スユニ72 32 ← オハ71 522 TZ
- スユニ72 33 ← オハ71 61 TZ

- スユニ72 51 ← オハ71 11 TZ
- スユニ72 52 ← オハ71 12 TZ
- スユニ72 53 ← オハ71 13 TZ
- スユニ72 54 ← オハ71 90 TZ
- スユニ72 55 ← オハ71 92 TZ
- スユニ72 56 ← オハフ71 1 TZ
- スユニ72 57 ← オハフ71 2 TZ

## マユニ78形
- マユニ78 1 ← オハ78 1 AK
- マユニ78 2 ← オハ78 2 AK
- マユニ78 3 ← オハ78 12 AK
- マユニ78 4 ← オハ78 13 AK
- マユニ78 5 ← オハ78 14 AK
- マユニ78 6 ← オハ78 18 AK
- マユニ78 7 ← オハ78 20 AK
- マユニ78 8 ← オハ78 21 AK
- マユニ78 9 ← オハ78 23 AK
- マユニ78 10 ← オハ78 26 AK
- マユニ78 11 ← オハ71 28 AK
- マユニ78 12 ← オハ78 29 AK
- マユニ78 13 ← オハ78 9 NN
- マユニ78 14 ← オハ78 3 NN
- マユニ78 15 ← オハ78 11 NN
- マユニ78 16 ← オハ78 15 NN
- マユニ78 17 ← オハ78 4 NN
- マユニ78 18 ← オハ78 5 NN
- マユニ78 19 ← オハ78 6 NN
- マユニ78 20 ← オハ78 7 NN
- マユニ78 21 ← オハ78 8 NN
- マユニ78 22 ← オハ78 10 NN
- マユニ78 23 ← オハ78 16 NN
- マユニ78 24 ← オハ78 17 NN
- マユニ78 25 ← オハ78 19 NN
- マユニ78 26 ← オハ78 22 NN
- マユニ78 27 ← オハ78 25 NN
- マユニ78 28 ← オハ78 27
- マユニ78 29 ← オハ78 30 NN

## オニ70形
- オニ70 1 ← オハ31 7 汽支
- オニ70 2 ← オハフ30 57 汽支
- オニ70 3 ← オロハ30 36 汽支
- オニ70 4 ← スニ30 78[8] 川重
- オニ70 5 ← オロ31 36 川重
- オニ70 6 ← オロ31 38 川重
- オニ70 7 ← スニ30 15 川重
- オニ70 8 ← モハ34023 川重

## マニ71形/スニ71形
- マニ71 1 ← スニ71 1 ← クハ55002 近車
- マニ71 2 ← スニ71 2 ← クハ55003 近車
- マニ71 3 ← スニ71 3 ← クハ55018 近車
- マニ71 4 ← スニ71 4 ← クハ55142(クロハ59008) 近車
- マニ71 5 ← スニ71 5 ← スハ32 205 川重
- マニ71 6 ← スニ71 6 ← スハ32 152 川重
- マニ71 7 ← スニ71 7 ← ?（客車） 川重
- マニ71 2008 ← マニ71 8 ← スニ71 8 ← ?（客車） 川重
- マニ71 2009 ← マニ71 9 ← スニ71 9 ← ?（客車） 川重
- マニ71 10 ← スニ71 10 ← スハフ32 256 汽支（台枠形状からして台枠は3軸ボギー車から流用。種車からは台車のみ流用）
- マニ71 11 ← スニ71 11 ← スロハ32 26/オハ34 73 汽支
- マニ71 12 ← スニ71 12 ← スハユ30 2 汽支
- マニ71 13 ← スニ71 13 ← ?（客車） 川重
- マニ71 14 ← スニ71 14 ← クハ85023(58023) 川重
- マニ71 2015 ← マニ71 15 ← スニ71 15 ← モハ60028 川重
- マニ71 16 ← スニ71 16 ← モハ60096 川重
- マニ71 17 ← スニ71 17 ← モハ60017 川重
- マニ71 2018 ← マニ71 18 ← スニ71 18 ← マニ77 6 改番

※ 1952年に称号規程改正によりマニ71形に改称。マニ71 18は誤定により1949年に改番。

## マニ72形
- マニ72 2001 ← マニ72 1 ← サハ78031(サロ45010) 富産
- マニ72 2002 ← マニ72 2 ← サハ78 032[9] 富産
- マニ72 2003 ← マニ72 3 ← サハ78019(サロハ46011) 富産
- マニ72 2004 ← マニ72 4 ← サハ48023 富産
- マニ72 5 ← サハ78022/サハ57022 富産
- マニ72 6 ← モハ60111 汽支
- マニ72 7 ← モハ41081(モハ51026) 汽支
- マニ72 8 ← モハ40060 汽支
- マニ72 9 ← モハ41 039[9] 汽支
- マニ72 10 ← モハ41057(モハ51002) 汽支
- マニ72 11 ← モハ40043 日国
- マニ72 12 ← モハ40032 日国
- マニ72 13 ← モハ60046 日国
- マニ72 14 ← モハ60086 日国
- マニ72 15 ← クハ55形 日国
- マニ72 16 ← モハ40029/モハ41087 日船
- マニ72 17 ← モハ41048 日船
- マニ72 18 ← モハ40形 日船
- マニ72 19 ← モハ40形 日船
- マニ72 20 ← モハユニ44005 日船
- マニ72 21 ← モハ43010/クハ58012 帝車
- マニ72 22 ← クハ58011 帝車
- マニ72 23 ← モハ43006 帝車
- マニ72 24 ← サハ57036 帝車
- マニ72 25 ← サハ57037 帝車

## スニ73形
- スニ73 1 ← オハ70 36 MT
- スニ73 2 ← オハ70 37 MT
- スニ73 3 ← オハ70 72 MT
- スニ73 4 ← オハ70 102 MT
- スニ73 5 ← オハ70 83 MT
- スニ73 6 ← オハ70 84 MT
- スニ73 7 ← オハ70 106 MT
- スニ73 8 ← オハ70 108 MT
- スニ73 9 ← オハ70 109 MT
- スニ73 10 ← オハ70 110 MT
- スニ73 11 ← オハ70 30 GT
- スニ73 12 ← オハ70 31 GT
- スニ73 13 ← オハ70 32 GT
- スニ73 14 ← オハ70 33 GT
- スニ73 15 ← オハ70 34 GT
- スニ73 16 ← オハ70 64 GT
- スニ73 17 ← オハ70 65 GT
- スニ73 18 ← オハ70 66 GT
- スニ73 19 ← オハ70 67 GT
- スニ73 20 ← オハ70 68 GT
- スニ73 21 ← オハ70 69 GT
- スニ73 22 ← オハ70 70 GT
- スニ73 23 ← オハ70 71 GT
- スニ73 24 ← オハ70 101 GT
- スニ73 25 ← オハ70 111 GT
- スニ73 26 ← オハ70 35 KG
- スニ73 27 ← オハ70 46 KG
- スニ73 28 ← オハ70 47 KG
- スニ73 29 ← オハ70 73 KG
- スニ73 30 ← オハ70 103 KG
- スニ73 31 ← オハ70 104 KG
- スニ73 32 ← オハ70 105 KG
- スニ73 33 ← オハ70 87 KG
- スニ73 34 ← オハ70 107 KG

## マニ74形
客車型車体の車両は50番台から開始。ただし例外的に「12・13」は車体は客車型車体（種車は電車）だが0番台になっている。
- マニ74 1 ← オハ71 107 KG
- マニ74 2 ← オハ71 108 KG
- マニ74 3 ← オハ71 112 KG
- マニ74 4 ← オハ71 113 KG
- マニ74 5 ← オハ71 114 KG
- マニ74 6 ← オハ71 116 KG
- マニ74 7 ← オハ71 117 KG
- マニ74 8 ← オハ71 118 KG
- マニ74 9 ← オハ71 123 KG
- マニ74 10 ← オハ71 124 KG
- マニ74 11 ← オハ71 125 KG
- マニ74 12 ← オハ71 126 TS
- マニ74 13 ← オハ71 127 TS
- マニ74 14 ← オハ71 106 TS

- マニ74 50 ← オハ71 17 MT
- マニ74 51 ← オハ71 17 MT
- マニ74 52 ← オハ71 20 MT
- マニ74 53 ← オハ71 32 MT
- マニ74 54 ← オハ71 33 MT
- マニ74 55 ← オハ71 1 GT
- マニ74 56 ← オハ71 2 GT
- マニ74 57 ← オハ71 3 GT
- マニ74 58 ← オハ71 4 GT
- マニ74 59 ← オハ71 5 GT
- マニ74 60 ← オハ71 6 GT
- マニ74 61 ← オハ71 7 GT
- マニ74 62 ← オハ71 8 GT
- マニ74 63 ← オハ71 9 GT
- マニ74 64 ← オハ71 10 GT
- マニ74 65 ← オハ71 14 TS
- マニ74 66 ← オハ71 15 TS
- マニ74 67 ← オハ71 18 TS
- マニ74 68 ← オハ71 19 TS
- マニ74 69 ← オハ71 21 TS
- マニ74 70 ← オハ71 22 TS
- マニ74 71 ← オハ71 37 TS
- マニ74 72 ← オハ71 38 TS
- マニ74 73 ← オハ71 39 TS
- マニ74 74 ← オハ71 44 TS
- マニ74 75 ← オハ71 64 TS
- マニ74 76 ← オハ71 48 TS
- マニ74 77 ← オハ71 54 TS
- マニ74 78 ← オハ71 86 TS
- マニ74 2079 ← マニ74 79 ← オハ71 87 TS
- マニ74 80 ← オハ71 99 TS
- マニ74 2081 ← マニ74 81 ← オハ71 102 TS

## スニ75形
この形式は欠番が多く、「スニ75 37・42-45・60-61・64-75・78」が欠番。また電車台枠流用車は90番代だが例外的に「111」は客車台枠で、さらに後に150番代に変更されている。
- スニ75 1 ← オハ70 1 TD
- スニ75 2 ← オハ70 2 TD
- スニ75 3 ← オハ70 3 TD
- スニ75 4 ← オハ70 4 TD
- スニ75 5 ← オハ70 5 TD
- スニ75 6 ← オハ70 6 KG
- スニ75 7 ← オハ70 7 TD
- スニ75 8 ← オハ70 8 TD
- スニ75 9 ← オハ70 9 KG
- スニ75 10 ← オハ70 10 TD
- スニ75 11 ← オハ70 11 TD
- スニ75 12 ← オハ70 12 TD
- スニ75 13 ← オハ70 13 TD
- スニ75 14 ← オハ70 14 TD
- スニ75 15 ← オハ70 15 AK
- スニ75 16 ← オハ70 16 AK
- スニ75 17 ← オハ70 17 KG
- スニ75 18 ← オハ70 18 KG
- スニ75 19 ← オハ70 19 AK
- スニ75 20 ← オハ70 20 KG
- スニ75 21 ← オハ70 21 TD
- スニ75 22 ← オハ70 22 KG
- スニ75 23 ← オハ70 23 MO
- スニ75 24 ← オハ70 24 KG
- スニ75 25 ← オハ70 25 KG
- スニ75 26 ← オハ70 26 MO
- スニ75 27 ← オハ70 27 MO
- スニ75 28 ← オハ70 28 AK
- スニ75 29 ← オハ70 29 AK
- スニ75 30 ← オハ70 38 AK
- スニ75 31 ← オハ70 39 AK
- スニ75 2032 ← スニ75 32 ← オハ70 40 AK
- スニ75 2033 ← スニ75 33 ← オハ70 41 AK
- スニ75 2034 ← スニ35 34 ← オハ70 42 AK
- スニ75 36 ← オハ70 44 TD
- スニ75 38 ← オハ70 48 KG
- スニ75 2039 ← スニ75 39 ← オハ70 49 TD
- スニ75 2040 ← スニ75 40 ← オハ70 50 TD
- スニ75 41 ← オハ70 51 TD
- スニ75 46 ← オハ70 56 AK
- スニ75 47 ← オハ70 57 MO
- スニ75 48 ← オハ70 58 AK
- スニ75 49 ← オハ70 59 KG
- スニ75 50 ← オハ70 60 MO
- スニ75 51 ← オハ70 61 MO
- スニ75 52 ← オハ70 62 KG
- スニ75 53 ← オハ70 74 AK
- スニ75 54 ← オハ70 75 MO
- スニ75 55 ← オハ70 76 KG
- スニ75 56 ← オハ70 77 KG
- スニ75 57 ← オハ70 78 KG
- スニ75 2058 ← スニ75 58 ← オハ70 79 KG
- スニ75 2059 ← スニ75 59 ← オハ70 80 KG
- スニ75 62 ← オハ70 85 MO
- スニ75 2063 ← スニ75 63 ← オハ70 86 MO
- スニ75 76 ← オハ70 100 KG
- スニ75 77 ← オハ70 112 TD
- スニ75 79 ← オハ75 114 TD
- スニ75 91 ← オハ70 45 TD
- スニ75 92 ← オハ70 93 MO
- スニ75 2093 ← スニ75 93 ← オハ75 94 MO
- スニ75 2094 ← スニ75 94 ← オハ70 95 MO
- スニ75 2095 ← スニ75 95 ← オハ70 82 MO
- スニ75 96 ← オハ70 88 AK
- スニ75 97 ← オハ70 89 AK
- スニ75 98 ← オハ70 92 AK
- スニ75 99 ← オハ70 99 KG
- スニ75 2100 ← スニ75 100 ← オハ70 98 MO
- スニ75 101 ← オハ70 53 MO
- スニ75 102 ← オハ70 96 MO
- スニ75 103 ← オハ70 54 MO
- スニ75 104 ← オハ70 55 MO
- スニ75 2105 ← スニ75 105 ← オハ70 113 KG
- スニ75 106 ← オハ70 90 AK
- スニ75 107 ← オハ70 91 AK
- スニ75 108 ← オハ70 52 AK
- スニ75 109 ← オハ70 81 MO
- スニ75 110 ← オハ70 98 TD
- スニ75 2151 ← スニ75 151 ← スニ75 111 ← オハ70 43 MO

## マニ76形
「マニ76 38-40」は欠番。また「41・90-93」は電車台枠を使用した車両。
- マニ76 1 ← オハ71 70 KG
- マニ76 2 ← オハ71 71 KG
- マニ76 3 ← オハ71 72 KG
- マニ76 4 ← オハ71 73 KG
- マニ76 5 ← オハ71 74 KG
- マニ76 6 ← オハ71 75 TD
- マニ76 7 ← オハ71 76 TD
- マニ76 8 ← オハ71 77 GT
- マニ76 9 ← オハ71 78 TD
- マニ76 10 ← オハ71 79 TD
- マニ76 11 ← オハ71 80 TD
- マニ76 12 ← オハ71 81 TD
- マニ76 13 ← オハ71 82 TD
- マニ76 14 ← オハ71 83 GT
- マニ76 15 ← オハ71 51 GT
- マニ76 2016 ← マニ76 16 ← オハ71 85 GT
- マニ76 17 ← オハ71 88 KG
- マニ76 18 ← オハ71 89 KG
- マニ76 19 ← オハ71 55 GT
- マニ76 20 ← オハ71 91 GT
- マニ76 21 ← オハ71 63 GT
- マニ76 22 ← オハ71 93 GT
- マニ76 23 ← オハ71 94 GT
- マニ76 24 ← オハ71 95 TD
- マニ76 25 ← オハ71 96 KG
- マニ76 26 ← オハ71 97 KG
- マニ76 27 ← オハ71 98 KG
- マニ76 28 ← オハ71 100 KG
- マニ76 2029 ← マニ76 29 ← オハ71 101 KG
- マニ76 2030 ← マニ76 30 ← オハ71 103 KG
- マニ76 2031 ← マニ76 31 ← オハ71 104 KG
- マニ76 2032 ← マニ76 32 ← オハ71 105 KG
- マニ76 33 ← オハ71 109 KG
- マニ76 34 ← オハ71 110 KG
- マニ76 35 ← オハ71 111 KG
- マニ76 36 ← オハ71 115 KG
- マニ76 2037 ← マニ76 37 ← オハ71 119 KG

- マニ76 41 ← オハ71 133 GT

- マニ76 91 ← オハ71 122 KG
- マニ76 92 ← オハ71 120 KG
- マニ76 2093 ← マニ76 93 ← オハ71 121 KG

## マニ78形/マニ77形
- マニ78 1 ← マニ77 1 ← マハ47 6 (マロネ37 6)汽支
- マニ78 2 ← マニ77 2 ← マハ47 175(スシ37 15) 汽支
- マニ78 3 ← マニ77 3 ← マハ47 70(マロネ37 70) 汽支
- マニ78 4 ← マニ77 4 ← マハ47 91(マロネ37 91) 汽支
- マニ77 5 ← クハ55形 近車
- マニ78 5 ← マニ77 6 ← マハ47 125(マロネフ37 13) 川重

※ マニ77 5は誤定または振り替えと推定される。1949年にスニ71 18に改番。

※ マニ77形は、1953年にマニ78形に改称。

## オヤ70形
- オヤ70 1 ← スニ73 9 MT

## スヤ71形
- スヤ71 1 ← クハ55069 川車

## オエ70形
- オエ70 1 ← オニ70 3 NN
- オエ70 2 ← スニ73 3 NG
- オエ70 3 ← スニ73 8 NG
- オエ70 4 ← スニ73 10 NG
- オエ70 5 ← スニ73 25 TS
- オエ70 6 ← スニ73 24 TZ
- オエ70 7 ← スニ75 108 KK
- オエ70 8 ← オニ70 6 NN
- オエ70 9 ← オニ70 8 NN
- オエ70 10 ← スニ73 17 NG
- オエ70 11 ← スニ73 5 NG
- オエ70 12 ← スニ75 96 NG
- オエ70 13 ← スニ75 29 MT
- オエ70 14 ← スニ75 46 NT
- オエ70 15 ← スニ73 31 MO
- オエ70 16 ← スニ73 12 TS
- オエ70 17 ← スニ73 11 TS
- オエ70 18 ← スニ75 11 KK
- オエ70 19 ← スニ75 21 KK
- オエ70 20 ← スニ73 2 NN
- オエ70 21 ← オニ70 5 NG
- オエ70 22 ← スニ75 23 NG
- オエ70 23 ← スニ73 4 NG
- オエ70 24 ← オニ70 7 NG
- オエ70 25 ← スニ75 20 MT
- オエ70 26 ← スニ73 18 MT
- オエ70 27 ← スニ75 26 MT
※後に車体をスニ75 48（1964年廃車）の廃車から振替[14]
- オエ70 28 ← スニ73 20 TS
- オエ70 29 ← スニ75 1 HB
- オエ70 30 ← オニ70 2 NN
- オエ70 31 ← スニ75 25 KK
- オエ70 32 ← スニ75 53 KK
- オエ70 33 ← スニ75 8 GK
- オエ70 34 ← スニ75 55 GK
- オエ70 35 ← スニ75 27 OM
- オエ70 36 ← スニ75 91 HB
- オエ70 37 ← スニ73 29 OM
- オエ70 38 ← スニ73 21 HB
※後に車体をマニ60 77（1977年廃車）の廃車から振替[14]
- オエ70 39 ← スニ75 24 AK
- オエ70 40 ← スニ73 7 NG
- オエ70 41 ← スニ75 18 NG
- オエ70 42 ← スニ75 17 NG
- オエ70 43 ← スニ73 6 NG
- オエ70 44 ← スニ75 79 MT
- オエ70 45 ← スニ75 10 KK
- オエ70 46 ← スニ73 33 KK
- オエ70 47 ← スニ73 13 KG
- オエ70 48 ← スニ73 19 NG
- オエ70 49 ← スニ73 27 NG
- オエ70 50 ← スニ75 13 HB
- オエ70 51 ← スニ75 49 TD
- オエ70 52 → スニ75 101 TD
※後に車体をオエ70 62（1969年廃車）の廃車から振替[14]
- オエ70 53 → スニ75 102 TD
- オエ70 54 ← スニ75 16 TD
- オエ70 55 ← スニ75 106 NN
- オエ70 56 ← スニ75 107 MT
- オエ70 57 ← スニ75 2110 KG
- オエ70 58 ← スニ73 14 KK
- オエ70 59 ← スニ73 34 KG
- オエ70 60 ← スニ75 77 NT
- オエ70 61 ← スニ75 109 NT
- オエ70 62 ← オユニ70 5 TD
- オエ70 63 ← スニ73 23 HB

## スエ71形
- スエ71 1 ← マニ71 4 NT
- スエ71 2 ← マニ74 2 TS
- スエ71 3 ← マニ76 23 TS
- スエ71 4 ← マニ74 3 TS
- スエ71 5 ← マニ72 6 GT
- スエ71 6 ← マニ72 15 KK
- スエ71 7 ← マニ76 28 NG
- スエ71 8 ← オハユニ71 2 TZ
- スエ71 9 ← オハユニ71 3 TZ
- スエ71 10 ← オハユニ71 15 TZ
- スエ71 11 ← オユニ71 5 MO
- スエ71 12 ← スユニ72 5 TZ
- スエ71 13 ← オル71 104 TZ
- スエ71 14 ← マニ72 5 TS
- スエ71 15 ← マニ74 65 TS
- スエ71 16 ← マニ74 4 NG
- スエ71 17 ← マニ74 69 GT
- スエ71 18 ← スユ72 2 GT
- スエ71 19 ← スユニ72 51 GT
- スエ71 20 ← マニ76 34 NG
- スエ71 21 ← スユ72 3 HB
- スエ71 22 ← マニ71 1 NT
- スエ71 23 ← マニ71 3 TZ
- スエ71 24 ← オハユニ71 17 HB
- スエ71 25 ← オハユニ71 13 AK
- スエ71 26 ← オハユニ71 14 GK
- スエ71 27 ← マニ74 57 OF
- スエ71 28 ← マニ74 56 OM
- スエ71 29 ← スユニ72 54 TS
- スエ71 30 ← マニ74 71 TS
- スエ71 31 ← マニ76 7 NG
- スエ71 32 ← オハユニ71 12 MO
- スエ71 33 ← オユニ71 4 TZ
- スエ71 34 ← スユニ72 19 TZ
- スエ71 35 ← スユニ72 21 TZ
- スエ71 36 ← マニ71 2008 MO
- スエ71 37 ← マニ71 2009 MO
- スエ71 38 ← マニ74 58 OM
- スエ71 39 ← マニ74 59 OM
- スエ71 40 ← マニ76 20 TS
- スエ71 41 ← オハユニ71 9 GT
- スエ71 42 ← オハユニ71 10 GT
- スエ71 43 ← スユ72 13 GT
- スエ71 44 ← マニ74 72 HB
- スエ71 45 ← マニ71 12 NT
- スエ71 46 ← マニ76 4 HB
- スエ71 47 ← オハユニ71 8 GT
- スエ71 48 ← スユ72 14 GT
- スエ71 49 ← スユ72 15 GT
- スエ71 50 ← オハユニ71 7 GT
- スエ71 51 ← オハユニ71 5 HB
- スエ71 52 ← スユ72 10 NG
- スエ71 53 ← スユ72 7 NG
- スエ71 54 ← スユ72 11 NG
- スエ71 55 ← スユ72 6 NN
- スエ71 56 ← マニ74 12 GK
- スエ71 57 ← マニ71 13 NT
- スエ71 58 ← マニ76 8 NT
- スエ71 59 ← マニ74 10 KK
- スエ71 60 ← オハユニ71 6 TS
- スエ71 61 ← マニ76 2 HB
- スエ71 62 ← スユ72 1 NT
- スエ71 63 ← スユ72 12 NT
- スエ71 64 ← マニ72 16 NG
- スエ71 65 ← マニ72 17 MT
- スエ71 66 ← マニ72 18 MT
- スエ71 67 ← マニ74 75 MT
- スエ71 68 ← マニ76 10 MT
※後に車体をスエ71 67（1977年廃車）の廃車から振替[14]
- スエ71 69 ← マニ74 70 GT
- スエ71 70 ← スユ72 9 AK
- スエ71 71 ← マニ71 7 MO
- スエ71 72 ← マニ72 21 TZ
- スエ71 73 ← マニ72 23 MO
- スエ71 74 ← マニ74 52 TZ
- スエ71 75 ← マニ74 53 TZ
- スエ71 76 ← マニ74 60 MO
- スエ71 77 ← マニ74 61 MO
- スエ71 78 ← マニ74 62 MO
- スエ71 79 ← マニ74 67 MO
- スエ71 80 ← マニ76 14 TZ
- スエ71 81 ← マニ76 15 TZ
- スエ71 82 ← スユニ72 31 TD
- スエ71 83 ← マニ74 11 KK
- スエ71 84 ← マニ74 66 OM
- スエ71 85 ← マニ72 22 OM
- スエ71 86 ← マニ74 51 OM
- スエ71 87 ← マニ76 11 OM
- スエ71 88 ← マニ74 13 KK
- スエ71 89 ← マニ76 24 KK
- スエ71 90 ← マニ76 33 KK
- スエ71 91 ← スユニ72 12 TZ
- スエ71 92 ← マニ76 5 HB
- スエ71 93 ← マニ76 35 HB
- スエ71 94 ← マニ76 2030 MT
- スエ71 95 ← マニ71 2015 OM
- スエ71 96 ← スユニ72 53 AK
- スエ71 97 ← スユニ72 13 MO
- スエ71 98 ← スユニ72 14 TZ
- スエ71 99 ← マニ72 2001 OM
- スエ71 100 ← マニ72 2002 OM
- スエ71 101 ← マニ72 2004 OM
- スエ71 102 ← マニ74 55 OM
- スエ71 103 ← マニ74 80 OM

## スエ78形
- スエ78 1 ← マニ78 1 GT
- スエ78 2 ← マニ78 3 MO
- スエ78 3 ← マニ78 4 MO
- スエ78 4 ← マユニ78 1 AK
- スエ78 5 ← マユニ78 7 AK
- スエ78 6 ← マユニ78 9 AK
- スエ78 7 ← マユニ78 10 AK
- スエ78 8 ← マユニ78 13 GK
- スエ78 9 ← マユニ78 19 AK
- スエ78 10 ← マニ78 5 MO
- スエ78 11 ← マユニ78 2 TZ
- スエ78 12 ← マユニ78 3 TZ
- スエ78 13 ← マユニ78 11 MO
- スエ78 14 ← マユニ78 12 MO
- スエ78 15 ← マユニ78 21 TZ

## オル71形
- オル71 101 ← マニ74 63 MO
- オル71 102 ← マニ74 76 MO
- オル71 103 ← マニ74 77 TZ
- オル71 104 ← オハユニ71 16 TZ